# Arrondissement de Cholet
L'arrondissement de Cholet est une division administrative française située dans le département de Maine-et-Loire et la région Pays de la Loire.
Initialement installée à Beaupréau, la sous-préfecture est déplacée en 1857 à Cholet.

## Composition

### Cantons
- canton de Beaupréau-en-Mauges
- canton de Cholet-1
- canton de Cholet-2
- canton de Mauges-sur-Loire
- canton de Sèvremoine

### Découpage communal depuis 2015
Depuis 2015, le nombre de communes des arrondissements varie chaque année soit du fait du redécoupage cantonal de 2014 qui a conduit à l'ajustement de périmètres de certains arrondissements, soit à la suite de la création de communes nouvelles. Le nombre de communes de l'arrondissement de Cholet est ainsi de 77 en 2015, 23 en 2016 et 32 en 2017.
Au 1er janvier 2024, l'arrondissement groupe les 32 communes suivantes :
1. Beaupréau-en-Mauges
2. Bégrolles-en-Mauges
3. Cernusson
4. Les Cerqueux
5. Chanteloup-les-Bois
6. Chemillé-en-Anjou
7. Cholet
8. Cléré-sur-Layon
9. Coron
10. Lys-Haut-Layon
11. Mauges-sur-Loire
12. Maulévrier
13. Le May-sur-Èvre
14. Mazières-en-Mauges
15. Montilliers
16. Montrevault-sur-Èvre
17. Nuaillé
18. Orée d'Anjou
19. Passavant-sur-Layon
20. La Plaine
21. La Romagne
22. Saint-Christophe-du-Bois
23. Saint-Léger-sous-Cholet
24. Saint-Paul-du-Bois
25. La Séguinière
26. Sèvremoine
27. Somloire
28. La Tessoualle
29. Toutlemonde
30. Trémentines
31. Vezins
32. Yzernay

## Démographie
En 2022, l'arrondissement comptait 227 085 habitants.
| 1968    | 1975    | 1982    | 1990    | 1999    | 2006    | 2011    | 2016    | 2021    |
| ------- | ------- | ------- | ------- | ------- | ------- | ------- | ------- | ------- |
| 149 821 | 166 594 | 180 623 | 186 318 | 187 236 | 193 112 | 201 220 | 224 581 | 226 096 |

| 2022    | - | - | - | - | - | - | - | - |
| ------- | - | - | - | - | - | - | - | - |
| 227 085 | - | - | - | - | - | - | - | - |

## Liste des sous-préfets
| Période           | Période       | Identité                         | Fonction précédente | Observation                                                            |
| ----------------- | ------------- | -------------------------------- | ------------------- | ---------------------------------------------------------------------- |
| 16 novembre 1857  |               | Henri Tharreau                   |                     |                                                                        |
| 14 décembre 1860  |               | M. de Thézillat                  |                     |                                                                        |
| 23 janvier 1861   |               | Marie-Jean de Bony               |                     |                                                                        |
| 19 septembre 1862 |               | Charles-Jeanne Marbotien-Sauviac |                     |                                                                        |
| 23 mars 1867      |               | Louis Guerbois                   |                     |                                                                        |
| 18 janvier 1868   |               | Tristan de l'Angle Beaumanoir    |                     |                                                                        |
| 16 mars 1870      |               | Béraud de Vaissières             |                     |                                                                        |
| 11 septembre 1870 |               | Joseph Villedieu                 |                     |                                                                        |
| 13 mai 1871       |               | Paul Boiteau                     |                     |                                                                        |
| 5 septembre 1871  |               | Joseph Dugue                     |                     |                                                                        |
| 31 mai 1871       |               | M. Duchevalard                   |                     |                                                                        |
| 14 juin 1871      |               | M. Boby de La Chapelle           |                     |                                                                        |
| 24 mai 1877       |               | Louis Jourdan                    |                     |                                                                        |
| 30 décembre 1877  |               | M. Chartier                      |                     |                                                                        |
| 3 septembre 1879  |               | M. Brunet                        |                     |                                                                        |
| 22 avril 1880     |               | Émile Savoureux                  |                     |                                                                        |
| 22 mai 1885       |               | Georges Simon                    |                     |                                                                        |
| 26 décembre 1885  |               | Félix Cauro                      |                     |                                                                        |
| 10 janvier 1888   |               | Jean Pere                        |                     |                                                                        |
|                   |               |                                  |                     |                                                                        |
| octobre 2009      |               | Jean-Marc Bedier                 |                     |                                                                        |
| janvier 2012      |               | Jean-Marie Nicolas               |                     | Son épouse est alors ministre de la Santé de la principauté d'Andorre. |
| 2014              | novembre 2019 | Christophe Michalak              |                     |                                                                        |
| 12 novembre 2019  | juillet 2021  | Mohamed Saadallah                |                     |                                                                        |
| septembre 2021    | février 2024  | Ludovic Magnier                  |                     |                                                                        |
| mars 2024         |               | Corine Minot                     |                     |                                                                        |